# Gemeentebestuur
Het gemeentebestuur is de gezamenlijke aanduiding voor de organen die bevoegd zijn om een gemeente te besturen. Het gemeentebestuur laat zich meestal onderscheiden in een algemeen bestuur en een dagelijks bestuur. Het algemeen bestuur van de gemeente berust normaliter bij het volksvertegenwoordigende orgaan.
In het Vlaams Gewest bestaat het gemeentebestuur (ook Lokaal bestuur genoemd) uit de gemeenteraad, het college van burgemeester en schepenen en de burgemeester.
In het Waals Gewest bestaat het gemeentebestuur (corps communal) uit gemeenteraadsleden, een burgemeester en twee of meer schepenen. De gemeenteraadsleden vormen de gemeenteraad en de burgemeester en de schepenen vormen het gemeentecollege.
In Nederland bestaat het gemeentebestuur uit de raad en het college van burgemeester en wethouders. 